# James Mangold

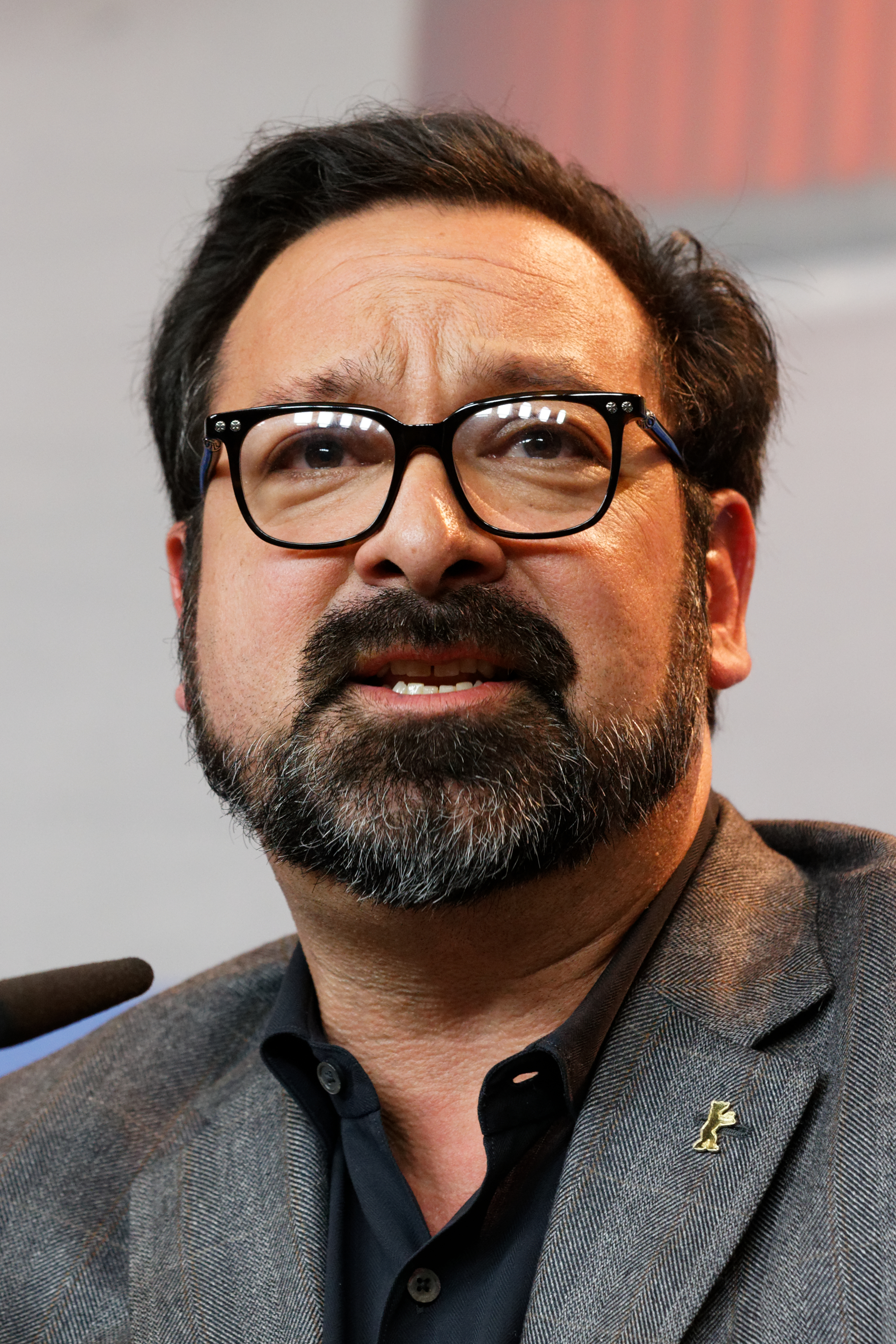
James Mangold (2017)

James Mangold (* 16. Dezember 1963 in New York City) ist ein US-amerikanischer Regisseur, Drehbuchautor und Filmproduzent.

## Leben
Mangold wurde in New York City als Sohn des Malers Robert Mangold geboren. Seine Mutter ist ebenso Malerin. Er studierte Film an der School of the Arts der Columbia University und am California Institute of the Arts. Später arbeitete er an Zeichentrickfilmen für die The Walt Disney Company mit.
Mangold debütierte als Regisseur mit dem Film Liebeshunger (1995) mit Liv Tyler und Shelley Winters in den Hauptrollen. Für diesen Film gewann er den Preis des Festival Internacional de Cine de Gijón in zwei Kategorien sowie den Preis des Sundance Film Festival. Später führte er Regie u. a. beim Film Durchgeknallt (1999) mit Winona Ryder und Angelina Jolie, für den Angelina Jolie den Filmpreis Oscar gewann. Er übernahm eine kleine Nebenrolle in der Filmkomödie Super süß und super sexy (2002).
2005 drehte er den Film Walk the Line über das Leben des Sängers Johnny Cash, der in fünf Kategorien für den Oscar nominiert wurde (nur Reese Witherspoon gewann als beste Hauptdarstellerin) und der in der Kategorie Bester Film (Komödie/Musical) den Golden Globe Award gewann.
2012 und 2016 drehte er zweimal zusammen mit Hugh Jackman die Marvel-Comicverfilmungen Wolverine: Weg des Kriegers und Logan – The Wolverine. Mit Jackman arbeitete er bereits 2001 an Kate & Leopold zusammen.
2020 erschien sein Film Le Mans 66 – Gegen jede Chance mit Matt Damon und Christian Bale in den Hauptrollen. Der Film wurde für den Oscar als bester Film nominiert. 
2023 übernahm er Regie beim letzten Teil der Indiana-Jones-Filmreihe, Indiana Jones und das Rad des Schicksals. Ein Jahr später folgte die Filmbiografie Like A Complete Unknown mit Timothée Chalamet in der Rolle von Bob Dylan. Hierfür wurde er bei der Oscarverleihung 2025 in den Kategorien Bester Film, Beste Regie und Bestes adaptiertes Drehbuch nominiert.
Mangold war von 1998 bis 2014 mit der Filmproduzentin Cathy Konrad verheiratet. Sie haben zusammen zwei Kinder.

## Filmografie (Auswahl)

### Als Regisseur
- 1995: Liebeshunger (Heavy)
- 1997: Cop Land
- 1999: Durchgeknallt (Girl, Interrupted)
- 2001: Kate und Leopold (Kate & Leopold)
- 2003: Identität (Identity)
- 2005: Walk the Line
- 2006: Men in Trees (Fernsehserie, Folge 1x01)
- 2007: Todeszug nach Yuma (3:10 to Yuma)
- 2010: Knight and Day
- 2012: NYC 22 (Fernsehserie, Folge 1x01)
- 2012: Vegas (Fernsehserie, Folge 1x01)
- 2013: Wolverine: Weg des Kriegers (The Wolverine)
- 2017: Logan – The Wolverine (Logan)
- 2019: Le Mans 66 – Gegen jede Chance (Ford v. Ferrari)
- 2023: Indiana Jones und das Rad des Schicksals (Indiana Jones and the Dial of Destiny)
- 2024: Like A Complete Unknown (A Complete Unknown)

### Als Drehbuchautor
- 1988: Oliver & Co. (Oliver & Company)
- 1995: Liebeshunger (Heavy)
- 1997: Cop Land
- 1999: Durchgeknallt (Girl, Interrupted)
- 2001: Kate und Leopold (Kate & Leopold)
- 2005: Walk the Line
- 2017: Logan – The Wolverine (Logan)
- 2023: Indiana Jones und das Rad des Schicksals (Indiana Jones and the Dial of Destiny)
- 2024: Like A Complete Unknown (A Complete Unknown)

### Filmproduzent
- 2017: Logan – The Wolverine (Logan)
- 2019: Le Mans 66 – Gegen jede Chance (Ford v. Ferrari)
- 2020: Ruf der Wildnis (The Call of the Wild)

## Nominierungen (Auswahl)
Academy Awards
- 2018: Nominierung in der Kategorie Bestes adaptiertes Drehbuch für Logan – The Wolverine
- 2020: Nominierung in der Kategorie Bester Film für Le Mans 66 – Gegen jede Chance
- 2025: Nominierung in den Kategorien Bester Film, Beste Regie und Bestes adaptiertes Drehbuch für Like A Complete Unknown

Saturn Award
- 2018: Nominierung in der Kategorie Beste Drehbuch für Logan – The Wolverine

Goldene Himbeere
- 2024: Nominierung in der Kategorie Schlechtestes Drehbuch für Indiana Jones und das Rad des Schicksals